# Dryopsophus rheocolus
Espèce
Synonymes
- Litoria rheocola Liem, 1974

Statut de conservation UICN

 EN A2ae : En danger
Dryopsophus rheocolus est une espèce d'amphibiens de la famille des Pelodryadidae.

## Répartition
Cette espèce est endémique du Queensland en Australie. Elle se rencontre jusqu'à 1 180 m d'altitude du parc national de Broadwater Creek à Amos Bay dans les tropiques humides du Queensland,.

## Description

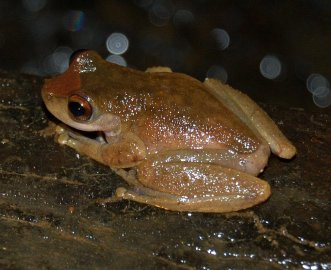
Litoria rheocola

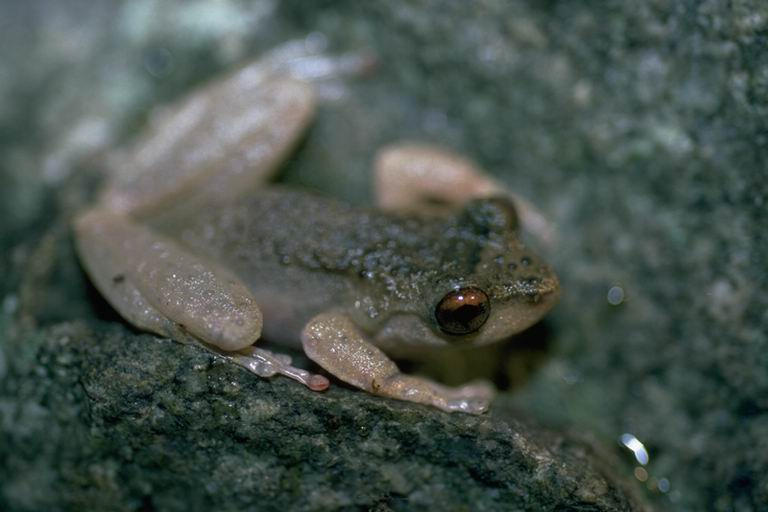
Litoria rheocola

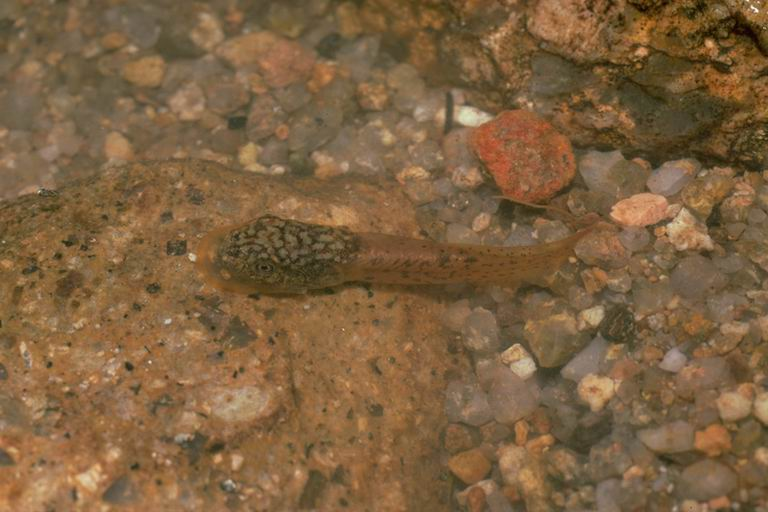
Litoria rheocola

Les mâles mesurent de 29 à 32 mm et les femelles de 33 à 38 mm.

## Publication originale
- Liem, 1974 : A Review of the Litoria nannotis Species Group, and a Description of a New Species of Litoria from Northern Queensland, Australia (Anura:Hylidae). Memoirs of the Queensland Museum, vol. 17, no 1, p. 151-168.